# Ваулово (станция)
Ваулово — железнодорожная станция Северо-западного направления Северной железной дороги на две ветке Ярославль — Рыбинск и Ваулово — Варегово, расположенная в Большесельском районе Ярославской области. При станции располагается одноименный посёлок.
Является остановочным пунктом пригородных поездов северо-западного направления (на Рыбинск и Варегово).  Кроме этого, от Ваулово отходит ветка, которая ведёт к Варегово.
Возле станции находится недействующая база запаса.
Постоянное население посёлка при станции на 1 января 2007 года — 16 человек.